# 迪亞斯克里克 (新澤西州)
迪亞斯克里克（英語：Dias Creek）是位於美國新澤西州開普梅縣的非建制地區。

## 歷史
迪亞斯克里克的郵局於1850年設立，其後於1924年停運。

## 地理
迪亞斯克里克所處的海拔為高於海平面4米（即13英呎），而該地所採用的時區為UTC-5，即北美东部时区（EST）。同時該地設有夏令時間，為UTC-5調快一小時，即UTC-4（EDT）。